# スパリゾートリブマックス
スパリゾートリブマックスとは、栃木県真岡市に所在する、温泉・プール・短期賃貸マンションからなるレジャー施設である。旧称「スパリゾート・フジ」。

## 概要
天然温泉を利用した露天風呂、シルク風呂、ジェットバス、立湯、水風呂、サウナ風呂、温水プール、ウォータースライダー、岩盤浴などで構成される。レストラン、ボディケアなどの店舗も併設している。

## 基礎情報
- 源泉名 - 真岡インター天然温泉 森の泉
- 湧出地 - 栃木県真岡市長田字北原1715-1
- 泉温 - 51.1℃（気温：26.0度、2006年7月19日 現在）
- 泉質 - ナトリウム - 塩化物泉
- 効能 - 神経痛、筋肉痛、関節痛、五十肩、運動麻痺、リウマチ、うちみ、くじき、慢性消化器病、痔疾、冷え性、病後回復、疲労回復、健康増進など
- 営業時間 - 10時00分から23時00分

## 沿革
- 2007年（平成19年）8月20日 - 「スパリゾート・フジ」オープン（開業時点では株式会社富士田商事が運営）
- 2014年（平成26年）3月1日 - 株式会社リブ・マックスへの運営の移管に伴い「スパリゾートリブマックス」に改称、リニューアルオープン
- 2021年（令和3年）12月1日より日帰り温泉施設が当面の間休業。

## アクセス
- 北関東自動車道 真岡インターチェンジから約3分
- 東日本旅客鉄道（JR東日本）東北本線 石橋駅から車で約20分
- 真岡鐵道真岡線 真岡駅から車で約10分
- 高速バス「マロニエ号」成田空港行きの真岡バス停が設置されている。